# Bette Davis Eyes
Bette Davis Eyes ist ein Popsong von Jackie DeShannon und Donna Weiss, der in der Version von Kim Carnes weltweit bekannt wurde. Letztere Version wurde im März 1981 als Single veröffentlicht und in über 30 Ländern, darunter USA, Deutschland und der Schweiz ein Nummer-eins-Hit. Das Stück wurde auch auf Carnes’ Album Mistaken Identity veröffentlicht.

## Entstehung und Inhalt

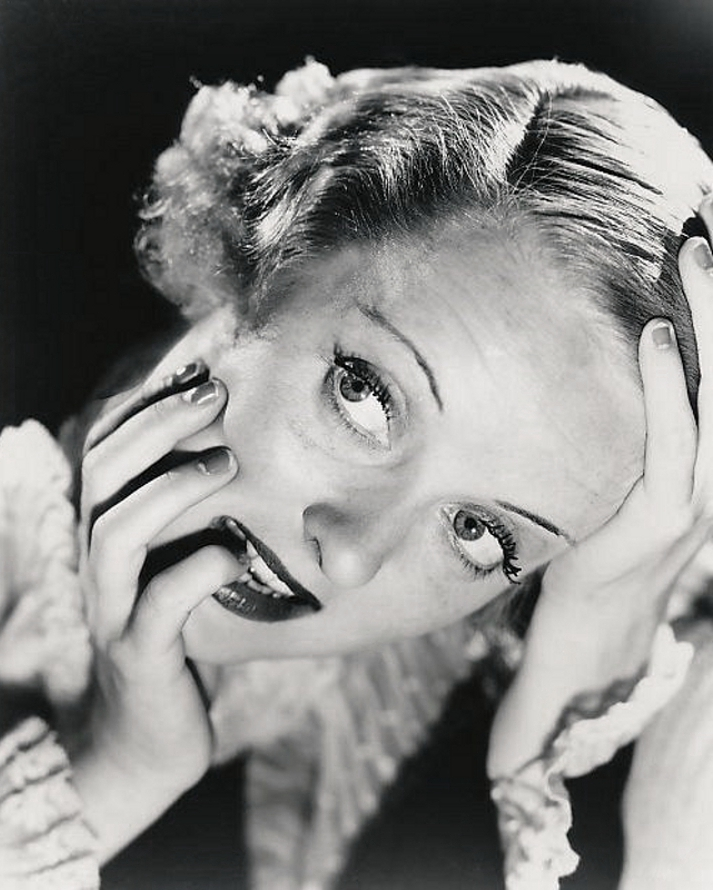
Bette Davis (1930er Jahre)

Jackie DeShannon und Donna Weiss schrieben das Stück, das von einer Frau handelt, die Augen wie Bette Davis hat und den Männern den Kopf verdreht, bereits 1974. Zunächst wurde ein Demo aufgenommen, das laut Produzent Val Garay „wie ein Stück von Leon Russell mit dem Klavierpart der Beer Barrel Polka“ klang. 1975 wurde das Lied dann auf DeShannons Album New Arrangement veröffentlicht.

## Coverversionen

### Kim Carnes-Cover
Bei den Aufnahmen mit Kim Carnes 1981 verwendete man als Synthesizer einen Sequential Circuits Prophet-5, den Bill Cuomo spielte. Die veröffentlichte Aufnahme ist ein Live-Take, die Mischung ist der erste Rohmix. Produzent Val Garay erzählte in einem Interview 2003, dass die Energie dieses Mixes die beste gewesen sei. Da keine getrennten Spuren existierten, wurde keine Maxi-Version des Titels erstellt.
Die damals 73-jährige Bette Davis zeigte sich erfreut über den Erfolg des Liedes und schrieb Carnes sowie Weiss und DeShannon Briefe, in denen sie sich bedankte, sie „zu einem Teil der modernen Zeit“ gemacht und ihr so die Anerkennung ihres Enkels eingebracht zu haben.

#### Musikvideo
Im Musikvideo führte Russell Mulcahy Regie. Zu Beginn des Videos liegt Kim Carnes in einem Bett, dabei sieht man einen Schatten an der Wand. Dann singt sie das Lied mit einigen Begleitmusikern in einem Tanzlokal. Das kostümierte Publikum tanzt dazu. Am Ende des Clips liegt Carnes erneut im Bett.

#### Chartplatzierungen
| ChartsChartplatzierungen       | Höchstplatzierung | Wochen/ Monate |
| ------------------------------ | ----------------- | -------------- |
| Deutschland (GfK)              | 1 (27 Wo.)        | 27 Wo.         |
| Österreich (Ö3)                | 2 (4,5 Mt.)       | 4,5 Mt.        |
| Schweiz (IFPI)                 | 1 (12 Wo.)        | 12 Wo.         |
| Vereinigte Staaten (Billboard) | 1 (26 Wo.)        | 26 Wo.         |
| Vereinigtes Königreich (OCC)   | 10 (9 Wo.)        | 9 Wo.          |

| ChartsJahrescharts (1981)      | Platzierung |
| ------------------------------ | ----------- |
| Deutschland (GfK)              | 10          |
| Österreich (Ö3)                | 16          |
| Schweiz (IFPI)                 | 2           |
| Vereinigte Staaten (Billboard) | 1           |

#### Auszeichnungen für Musikverkäufe
| Land/Region                  | Auszeichnungen für Musikverkäufe (Land/Region, Auszeichnung, Verkäufe) | Verkäufe  |
| ---------------------------- | ---------------------------------------------------------------------- | --------- |
| Dänemark (IFPI)              | Gold                                                                   | 45.000    |
| Deutschland (BVMI)           | Gold                                                                   | 300.000   |
| Frankreich (SNEP)            | Platin                                                                 | 1.000.000 |
| Italien (FIMI)               | Platin                                                                 | 100.000   |
| Kanada (MC)                  | Platin                                                                 | 100.000   |
| Neuseeland (RMNZ)            | 2× Platin                                                              | 60.000    |
| Spanien (Promusicae)         | Platin                                                                 | 60.000    |
| Vereinigte Staaten (RIAA)    | Gold                                                                   | 1.000.000 |
| Vereinigtes Königreich (BPI) | Platin                                                                 | 600.000   |
| Insgesamt                    | 3× Gold · 7× Platin ·                                                  | 3.265.000 |

## Weitere Coverversionen
- 1981: Ute Berling
- 1982: Silly
- 1982: Sylvie Vartan (Liveversion)
- 1982: Alvin und die Chipmunks
- 1994: Stars on 45 (Star Wars and Other Hits)
- 2000: Gwyneth Paltrow
- 2004: Mylo (In My Arms)
- 2011: Taylor Swift
- 2013: Milk Inc.
- 2014: Kylie Minogue
- 2016: Michael von der Heide
- 2021: Boy